# 686 Gersuind
686 Gersuind è un asteroide della fascia principale del diametro medio di circa 41,13 km. Scoperto nel 1909, presenta un'orbita caratterizzata da un semiasse maggiore pari a 2,5880855 UA e da un'eccentricità di 0,2692396, inclinata di 15,68099° rispetto all'eclittica.
Il suo nome fa riferimento ad un personaggio di un dramma dello scrittore tedesco Gerhart Johann Robert Hauptmann.